# Vorwerk Eimersleben

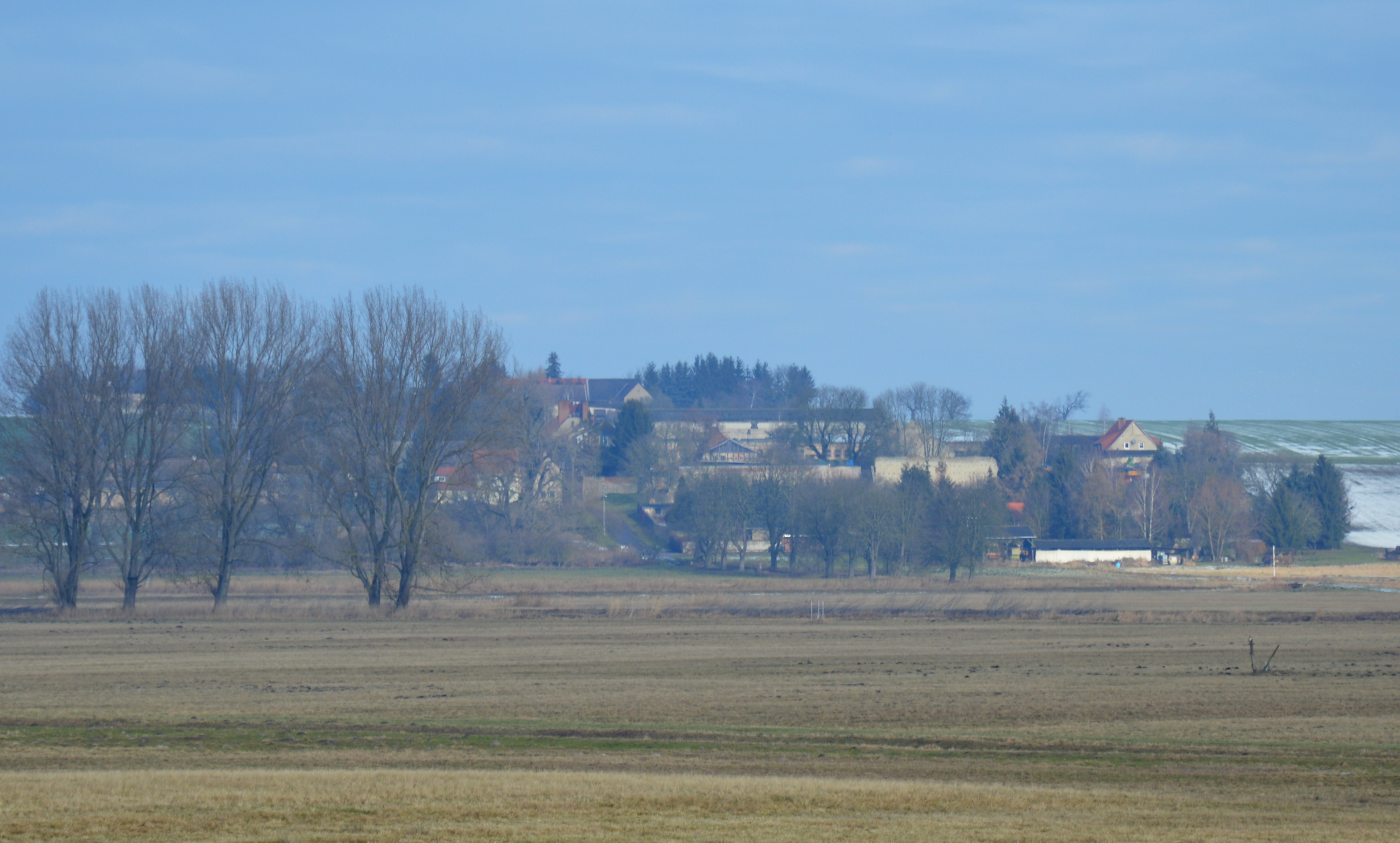
Vorwerk Eimersleben, Blick von Süden aus dem Seelschen Bruch

Vorwerk Eimersleben ist ein Wohnplatz des zur Gemeinde Ingersleben gehörenden Ortsteils Eimersleben in Sachsen-Anhalt.
Die kleine Siedlung liegt am nördlichen Rand des Seelschen Bruchs, etwa 2,5 Kilometer südlich von Eimersleben, von wo aus als Stichstraße die Kreisstraße K 1654 zum Vorwerk Eimersleben führt. Nördlich des Orts verläuft die Bundesautobahn 2.
Das Vorwerk Eimersleben entstand im Jahr 1833 und wurde auch als Bruchvorwerk Eimersleben bezeichnet. Unmittelbar im südöstlichen Teil der Ortslage bestand ursprünglich einmal das wüst gewordene Dorf Klein Hakenstedt. Am 1. Januar 2010 gelangte das Vorwerk Eimersleben als Teil der Gemeinde Eimersleben zur neu gebildeten Gemeinde Ingersleben.